# رباعي أكسيد ثنائي الفسفور
رباعي أكسيد ثنائي الفسفور (أو رباعي أكسيد الفوسفور) هو أكسيد من أكاسيد الفوسفور صيغته المجملة P2O4، ويوجد في الشروط القياسي على شكل صلب بلوري عديم اللون.
يعد هذا الأكسيد أكسيداً مختلطاً للفوسفور، أي يجمع الفسفور بحالتي أكسدة مختلفتين، وهي هنا +5 و +3؛ ولذلك فهو يمكن أن يوجد على عدة صيغ جزيئية مثل P4O7 و P4O8 و P4O9.

## التحضير
يحضر هذا الأكسيد من التفكك الحراري لمركب ثلاثي أكسيد الفوسفور، والذي يحصل له تفاعل عدم تناسب عند تعرضه لدرجات حرارة تزيد عن 210 °س وفق المعادلة:
{\displaystyle {\ce {4 P2O3 <=> 2 P + 3 P2O4 + P}}}
كما يمكن أن تتم عملية التحضير انطلاقاً من ثلاثي أكسيد الفوسفور أيضاً بإجراء تفاعل أكسدة منضبط الشروط في وسط من رباعي كلوريد الكربون. بالمقابل، يمكن من جهة أخرى اختزال خماسي أكسيد الفوسفور بالفوسفور الأحمر عند درجات حرارة تتراوح بين 450-525 °س.

## الخواص
يوجد المركب في الشروط القياسية على شكل بلورات عديمة اللون، وهي تتفاعل وتتفكك عند التماس مع الماء بتفاعل حلمهة لتعطي مزيج من حمض الفوسفوروز وحمض الفوسفوريك.